# Hans Haas
Hans Haas (17 de outubro de 1906, em Viena - 14 de maio de 1973) foi um halterofilista austríaco.
Haas foi medalha de ouro em halterofilismo nos Jogos Olímpicos de 1928 em Amsterdã. Ele levantou 322,5 kg no triplo levantamento (85 kg no desenvolvimento [movimento-padrão abolido em 1973], 102,5 kg no arranque e 135 kg no arremesso), o mesmo total do alemão Kurt Helbig (90+97,5+135), e ambos ficaram com ouro, na categoria até 67,5 kg.
Quatro mais tarde ele ganhou a segunda medalha olímpica, uma prata com 307,5 kg no total (82,5+100+125), atrás do francês René Duverger, com 325 kg (97,5+102,5+125), na categoria até 67,5 kg.
Foi campeão europeu em 1930 e em 1931, na categoria até 67,5 kg.